# 达尔马提亚战役 (1809年)
达尔马提亚战役（法语：Campagne de Dalmatie）发生于1809年4月26日至5月21日。此役中，奥古斯特·马尔蒙的法兰西第一帝国军队和安德烈亚斯·冯·斯托切维奇（Andreas von Stoichevich）的奥地利帝国军队进行了多次战斗。4月底，奥地利人将法军从兹尔马尼亚河上的阵地赶了出去。但在5月中旬，法国人的反击将奥地利人逼退了。奥军进行了顽强的抵抗，但最终马尔蒙冲出了达尔马提亚，率领超过10,000人在维也纳附近与拿破仑的军队会合。这场战役是在第五次反法同盟的一部分。达尔马提亚今为克罗地亚的一部分。
冲突开始时，奥地利人冲过兹尔马尼亚河，迫使法国人返回要塞城市。在约翰大公的奥地利军队从意大利撤退后，马尔蒙发动了自己的攻势。法军在普里蒂奇击败了奥地利人，俘虏了斯托切维奇，然后向北移动。在马尔蒙到达卡尼奥拉的卢布尔雅那之前，5月17日在格拉查茨和5月21日在戈斯皮奇又进行了两次战斗。马尔蒙于6月25日至26日参加了格拉茨战役，并于7月5日至6日参加了决定性的瓦格拉姆战役。

## 背景
1809年4月战争爆发时，在意大利战区对战的主要力量是意大利总督欧仁·德·博阿尔内的法意联军和约翰大公的奥军。此外，马尔蒙指挥了一个占领达尔马提亚的法国军团。1805年12月26日第三次反法同盟结束时，普雷斯堡条约将前奥地利的伊斯特拉省和达尔马提亚省授予法国傀儡意大利王国。从那时起，马尔蒙一直管理着该地区。马尔蒙的部队曾与大军团训练并错过了第四次反法同盟的血腥战斗，拿破仑认为该部队是他“最优秀的军团”。

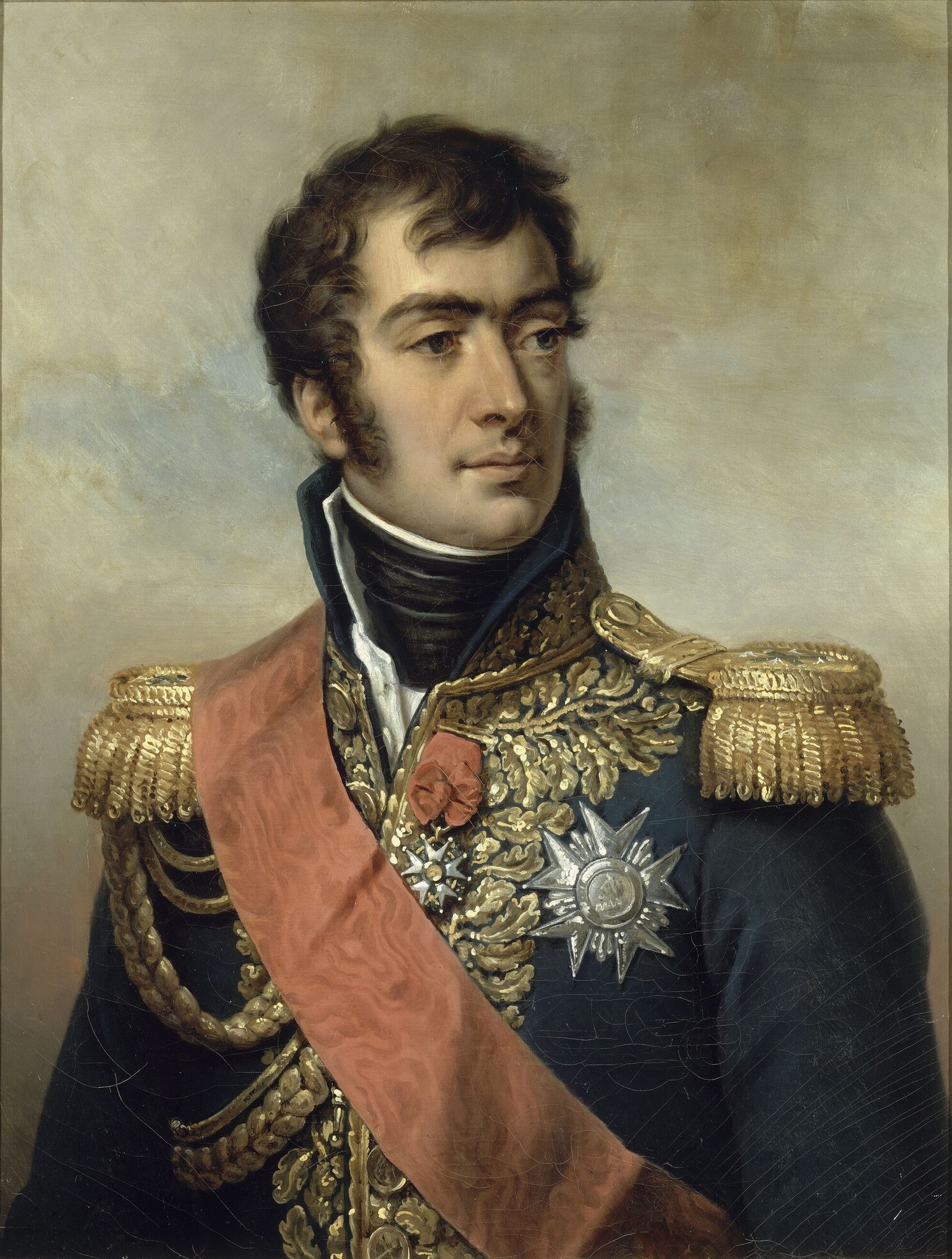
奥古斯特·马尔蒙

马尔蒙所谓的达尔马提亚军队由两个步兵师组成，由约瑟夫·埃利·德西雷·佩鲁凯·德·蒙特里夏尔和伯特兰·克洛则尔将军指挥。

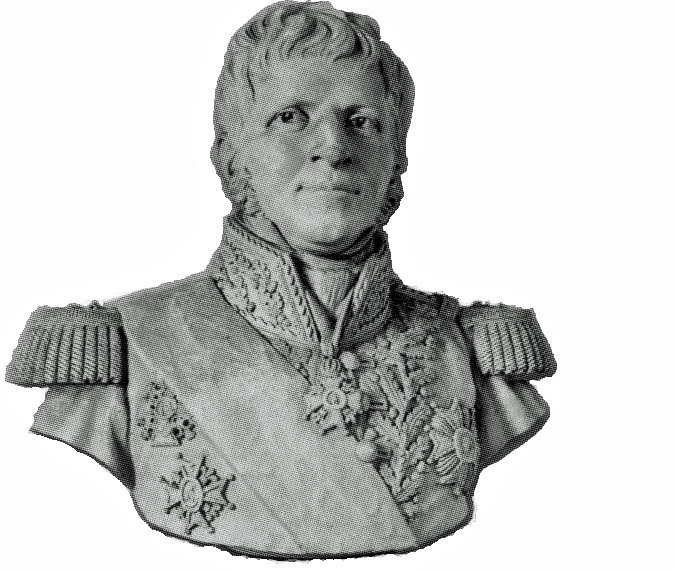
路易斯·蒂雷特

达尔马提亚军队下辖一支由路易斯·蒂雷特将军领导的火炮分队，包括78门火炮。马尔蒙的参谋长是雅克-安托万-阿德里安·德洛尔将军。
为了抵抗马尔蒙的军队，约翰大公将斯托切维奇的旅派往达尔马提亚。5月15日，斯托切维奇麾下有大约8,100名士兵，其中包括约7,740名步兵、120名骑兵和240名炮兵。

## 战役

### 兹尔马尼亚河

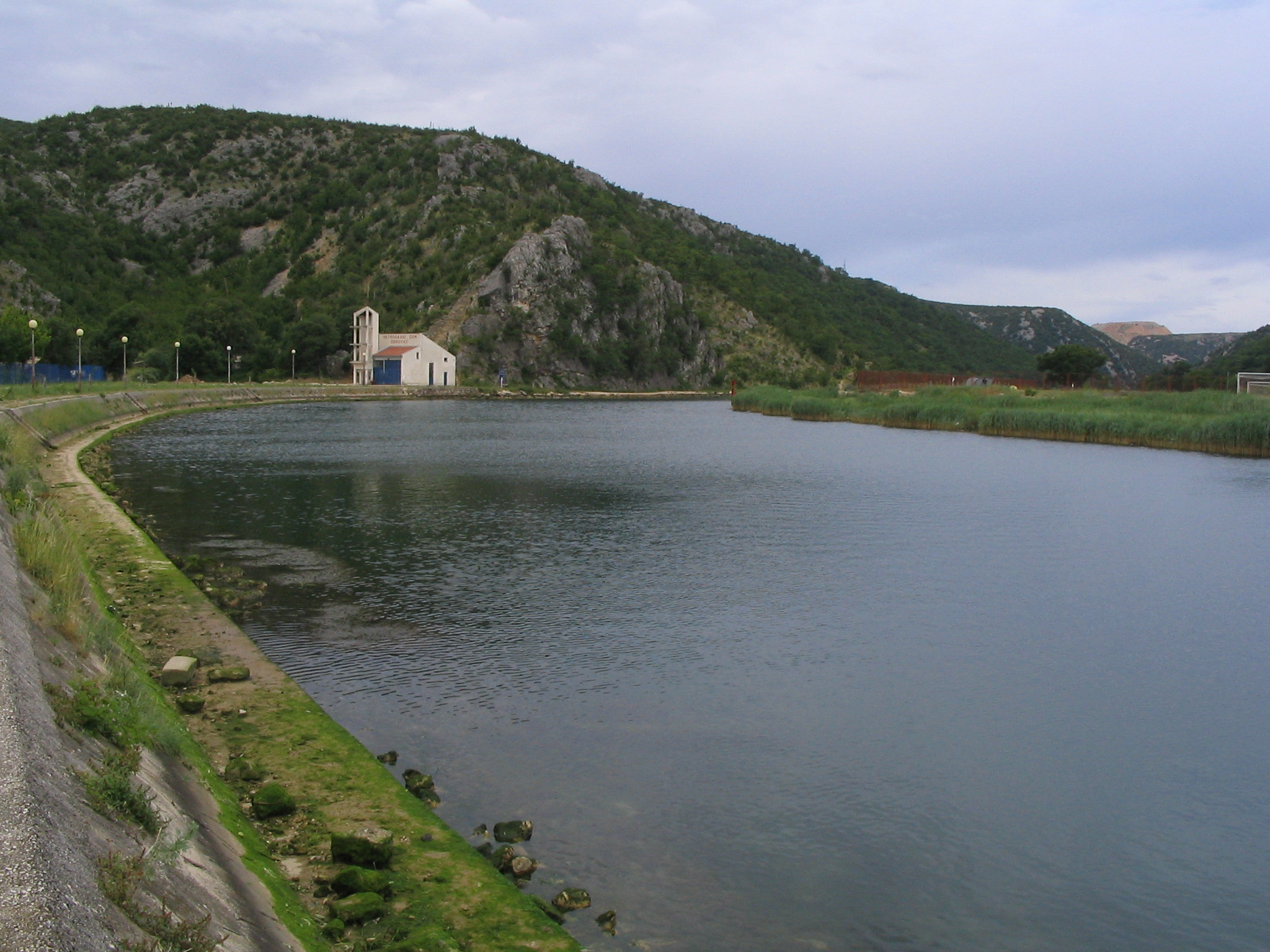
奥布罗瓦茨的兹尔马尼亚河

尽管法军的兵力更多，但奥军还是赢得了首场战斗。4月26日至30日期间，斯托切维奇对兹尔马尼亚河口发动了一系列袭击。4月30日，奥地利士兵在暴风雪中将法军从阵地上逼退。在撤退期间，当地平民沿途一直骚扰法军士兵。广泛分散的法国军队被赶回克宁和扎达尔。 斯托切维奇的部队损失了250人，但却给法军造成了1,000人的伤亡，同时俘虏了200名法国士兵。
前线在随后的两个星期里保持稳定，奥地利人无法攻破克宁。与此同时，波斯尼亚和奥斯曼土耳其人的非正规军开始攻击奥地利人。得知约翰大公在5月8日的皮亚韦河战役中战败后，法军向东朝卢布尔雅那挺进，斯托切维奇则准备撤退。
5月15日，奥地利军队对法军进行了一次非常成功的夜间突袭。奥军自身的损失轻微，他们声称击毙了100名法军士兵还额外俘虏了200人、700只羊和34头牛。

### 普里蒂奇之战
5月16日，马尔蒙的部队抵达克宁西北部14公里。当一支由法国散兵和大炮组成的部队在一个防御良好的山顶阵地进行侦查时，马尔蒙派出第23线列步兵团攻击奥军的侧翼。这次进攻成功地冲破了奥地利的防御阵地。在参战的13,000名士兵中，法国人几乎没有伤亡。在参战的9,000名奥地利士兵中，奥军有200人死亡，500人受伤，300到600人被俘，其中包括斯托切维奇。
第二天，双方在格拉达查茨发生冲突。在这次行动中，马尔蒙承认损失了300人，但没有报告其他损失。奥地利军队报告说，在向戈斯皮奇撤退之前，自身有300人伤亡。

### 戈斯皮奇的战斗

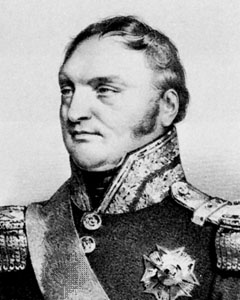
法军第二师指挥官伯特兰·克劳塞尔

5月21日，马尔蒙找到了里布罗维奇将军部署在戈斯皮奇附近的利卡河后面的奥地利部队。马尔蒙用自己的一个师留作预备队，派另一个师跨河进攻。为了开始行动，法军轻步兵连率先涉水过河，来到了一个受到炮火攻击的浅滩。法军在那里击退了奥地利人的多次进攻。为了对抗敌人在炮兵方面的局部优势，法国人形成了一个单线，人员之间有三步差距。小冲突线由十人组成的小组支持，每人由一名军官领导。用骡运载的山地榴弹炮被用于提供火力支援。
在发现奥地利部队的阵线没有相互连接后，马尔蒙向里布罗维奇的中央阵地发起了主攻。尽管第81线列步兵团的一个营在奥军的轰炸中损失惨重，但法军开始在战斗中占上风。第18轻步兵团的一次攻击突击了奥军的炮兵阵地，俘获了五门大炮。随着奥地利中央阵地的士兵仓促撤退，马尔蒙开始反击其他地方的敌军，也将其分别击退。
在这场艰苦的战斗中，法军有134人死亡、600人受伤、270人被俘。奥地利承认有64人死亡、500人受伤、200人被俘和两门火炮。

## 结果

法国元帅杖

历史学家弗朗西斯·洛林·佩特（Francis Loraine Petre）认为，1809年6月开始，只有里布罗维奇指挥的“残余”部队与萨格勒布附近的伊格纳兹·久莱分队会合。在攻占戈斯皮奇之后，马尔蒙继续向北，于5月28日到达的里雅斯特，6月3日到达卢布尔雅那。
6月26日，马尔蒙的军团介入了格拉茨战役，与让-巴蒂斯特·布鲁西埃将军一起将奥军驱赶到东部。在追击奥地利人两天后，他于29日接到命令，立即前往维也纳。尽管取得了胜利，拿破仑还是对欧仁说：“马尔蒙的策略已经够糟糕了；布鲁西埃更糟。”他认为马尔蒙应该在6月23日或24日之前到达格拉茨。不仅是马尔蒙，还有布鲁西埃、欧仁和其他法国军队的成员都被召集到维也纳。瓦格拉姆之战于1809年7月5日至6日进行。到瓦格拉姆时，马尔蒙的达尔马提亚军队更名为法国第十一军团。

在瓦格拉姆之后，拿破仑就达尔马提亚战役盘问了马尔蒙。然后他批评了马尔蒙的行为两个小时。马尔蒙被这次经历弄得筋疲力尽，回到了他自己的帐篷。令他惊讶的是，他后来发现自己被提名晋升为法国元帅。但拿破仑也给他发了一封信，指出：“在我们之间，你还没有做足够的事情来证明我的选择是完全正确的。”在瓦格拉姆之后，三人成为元帅。三人中，士兵们创作了一首小曲：
麦克唐纳是法国的选择
乌迪诺是军队的选择
马尔蒙是友谊的选择。

## 引文
1. ↑  Petre 1976，第299頁.
2. ↑  Herold 1963，第174頁.
3. ↑  Arnold 1995，第112頁.
4. ↑  Bowden & Tarbox 1989，第105頁.
5. ↑  Bowden & Tarbox 1989，第96頁.
6. ↑  Bowden & Tarbox 1989，第106頁.
7. ↑  Bowden & Tarbox 1989，第108頁.
8. ↑  Bowden & Tarbox 1989，第117頁.
9. ↑  Bowden & Tarbox 1989，第116頁.
10. ↑  Smith 1998，第295頁.
11. 1 2 3 4 5 6  Arnold 1995，第113頁.
12. 1 2  Bowden & Tarbox 1989，第95頁.
13. ↑  Smith 1998，第296頁.
14. ↑  Petre 1976，第314-315頁.
15. ↑  Smith 1998，第303-304頁.
16. 1 2  Petre 1976，第315頁.
17. ↑  Smith 1998，第304頁.
18. ↑  Smith 1998，第305頁.
19. ↑  Epstein 1994，第126頁.
20. ↑  Petre 1976，第316頁.
21. ↑  Petre 1976，第327頁.
22. ↑  Smith 1998，第318頁.
23. ↑  Bowden & Tarbox 1989，第150頁.
24. 1 2  Arnold 1995，第176頁.